# Power Grid
Power Grid er et brætspil af designertypen, skabt af den tyske spiludvikler Friedemann Friese, hvor det gælder om at bygge kraftværker og forsyne byer med elektricitet. Power Grid er 2. udgave af Frieses spil Funkenschlag, hvor man bruger oliekridt til at tegne sit forsyningsnet. Funkenschlag blev kun udgivet af 2F-Spiele, mens Power Grid, som udkom i 2004, også er udgivet af bl.a. Rio Grande Games.

## Spillet
Spillet slutter, når en af spillerne får bygget forsyningsstationer i et antal byer, der afhænger af antallet af spillere. Derefter finder man ud, hvilken spiller, der kan levere elektricitet til flest mulige byer. Dvs., at man skal 1) have mange byer, 2) have kraftværker, der er store nok til at levere til så mange byer og 3) have tilstrækkeligt brændsel til at fyre i sine kraftværker.

### Spilstart
Man vælger hvilken side af spilbrættet, der skal spilles på – dvs. på kortet over USA eller Tyskland. Hver spiller vælger en sektion på kortet, som skal indgå i spillet. Der kommer dermed lige så mange sektioner med, som der er spillere (dog tre sektioner v/ to spillere og fem sektioner v/ seks spillere). Sektionerne skal hænge sammen. Hver spiller får sin egen farve brikker og startpenge. Der placeres mærker på ressourcefelterne, afhængigt af hvor mange spillere, der deltager. De første otte kraftværker, der kommer i spil, lægges på bordet: De fire er i udbud fra start, mens de fire næste er "Future Market", dvs. kommende udbud. De resterende kraftværker lægges i en bunke (afhængigt af antal spillere fjernes et antal tilfældige kraftværker blandt de resterende).

### Fase 1: Bestemmelse af rækkefølge
Igennem hele spillet er det vigtigt i hvilken rækkefølge, man har tur. Det afgøres ved at se på antal byer, man har i sit netværk. Hvis man står lige, afgøres placeringen af spillernes højest rangerede kraftværk. 

### Fase 2: Auktion over kraftværker
Hver spilrunde starter med, at der er auktion over kraftværker. Man kan kun købe et kraftværk i hver runde, og man kan kun have tre aktive kraftværker. Hvis man får flere, skal man lægge et væk. I første runde er det fastlagt, hvilke kraftværker, der er til salg, og alle spillere skal købe et. I senere runder trækkes de fra bunken, hvilket giver et element af tilfældighed. Det er den førende spiller, som først vælger et kraftværk, der sættes til auktion, derefter nr. to osv. Hvis man vælger ikke at sætte et kraftværk til auktion, må man ikke byde, når de øvrige spillere sætter et kraftværk til salg.

### Fase 3: Køb af ressourcer
Der er fire typer ressourcer: Kul, olie, affald og uran. Priserne afgøres af udbuddet. Man må kun købe ressourcer som man kan bruge i sine kraftværker og kun i et omfang, så man på et kraftværk har ressourcer nok til at fyre to gange. Man køber ressourcer i omvendt rækkefølge, altså den dårligst placerede først. Det betyder, at jo højere placeret man er, desto mere kommer man til at betale for sine ressourcer.

### Fase 4: Bygning af kraftstationer
Den lavest rangerede bygger først. Man betaler kun for kraftstationen, når man bygger den første. Derefter betaler man for kraftstationer plus den billigste rørføring hen til dem fra ens eksisterende netværk. Under Trin 1 må der kun være en kraftstation i hver by, under Trin 2 er det to kraftstationer i hver by og under Trin 3 må der være tre kraftstationer i hver by. En enkelt spiller må ikke have flere kraftstationer i samme by.
I slutningen af denne fase fjerner man kraftværker, der har samme nummer som eller lavere end det højeste antal byer, en spiller har forbundet.

### Fase 5: Bureaukrati
I denne fase går turen efter rækkefølge med den førende spiller først. Spillerne angiver hvor mange af deres byer, de vil forsyne med elektricitet (afhænger også af,hvor mange de kan forsyne) og får penge efter en tabel. Det er frivilligt, hvor mange kraftværker man vil fyre i. Ressourcerne, der bruges i denne forbindelse, afleveres til ressourcelageret. 
Derefter kommer der nye ressourcer på markedet. Antallet aflæses af en tabel og afhænger af hvilket trin spillet er på. Desuden kan ressourcelageret være tømt, så der ikke kan komme ressourcer på markedet.
Til slut fjernes et kraftværk fra markedet. Under Trin 1 og Trin 2 fjerner man det højeste kort og lægger det nederst i kortbunken. Under Trin 3 fjerner man det laveste, som udgår af spillet.

### Trin 1, 2 og 3
Der er tre trin i spillet:
- Trin 1: Starten af spillet. Der må kun bygges en kraftstation i hver by. Et bestem antal ressourcer kommer ind i spillet.
- Trin 2: Starter mellem byggefasen og bureaukratifasen, når en spiller har bygget den syvende station i sit netværk. Flere spillere kan godt bygge syv stationer i samme runde. I den runde, Trin 2 starter, fjernes det lavest rangerede kraftværk fra bordet og et nyt trækkes fra bunken. Under Trin 2 kan to spillere have kraftstationer i samme by. Der kommer et nyt antal ressourcer ind i spillet under bureaukratifasen.
- Trin 3: Starter når kortet med "Step 3" trækkes fra kraftværkbunken. Det kan ske både under Fase 2 (auktioner) og Fase 5 (bureaukrati). Under Trin 3 er der kun seks kraftværker på bordet, men de er alle i udbud. I bureaukratifasen fjernes det lavest rangerede kraftværk, og der trækkes et nyt fra bunken. Der kan være op til tre spillere i hver by. Der kommer igen et nyt antal ressourcer ind i bureaukratifasen.

### Afslutning af spillet
Spillet slutter umiddelbart efter fase 4, når en eller flere spillere har udbygget sit netværk til 17 byer (lavere, når der er fem eller seks spillere).
Vinderen er den, der på dette tidspunkt kan levere elektricitet til flest byer. Hvis det står lige, ser man, hvem der har flest penge tilbage, og hvis det stadig står lige, ser man på, hvem der har flest byer i sit netværk.